# デュボネ式サスペンション

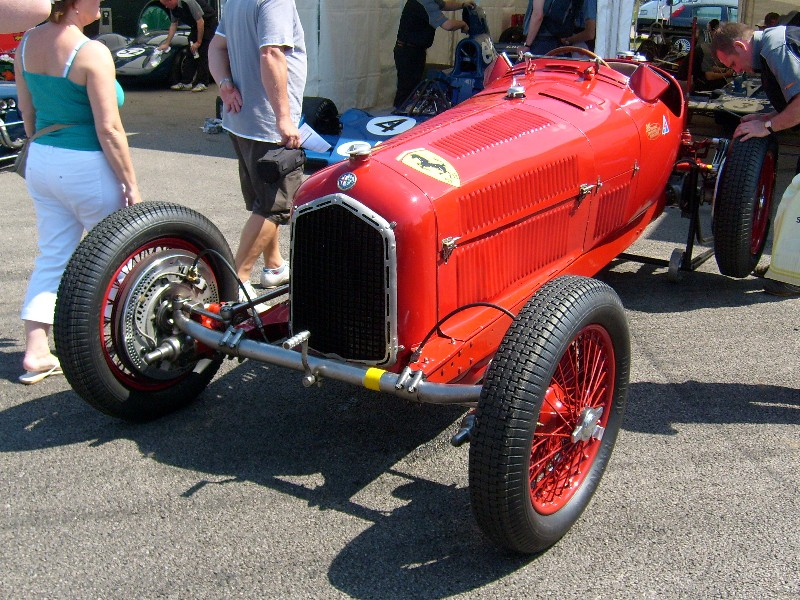
デュボネ式前輪サスペンションを持つアルファロメオ・P3ティーポB。

デュボネ式サスペンション（デュボネしきサスペンション、英語: Dubonnet suspension）は、主に1930年代と1940年代に人気のあったリーディングアーム式前輪独立懸架およびステアリングのシステムである。

## 概要
厳しく維持しない限りあまり頑丈ではなかったため、ほどなくして他の設計に置き換えられた。デュボネ式サスペンションは固く取り付けられたビームアクスルから構成される。ビームアクスルからのバネ付きステアリングアームとサスペンションアームは車軸の端に取り付けられたキングピンの周りを旋回する。車輪それ自身はスタブアクスルに取り付けられ、キングピンの車外側の自己充足型懸架装置によって懸架されている。本システムはケースに入れられた巻きばねとショックアブソーバーが特徴である。これらは懸架部品の潤滑と保護のために必要とされるオイル中に封入されている。オイル漏れは乗り心地と耐久性に負の影響を与えるため、これも本システムの弱点であった。

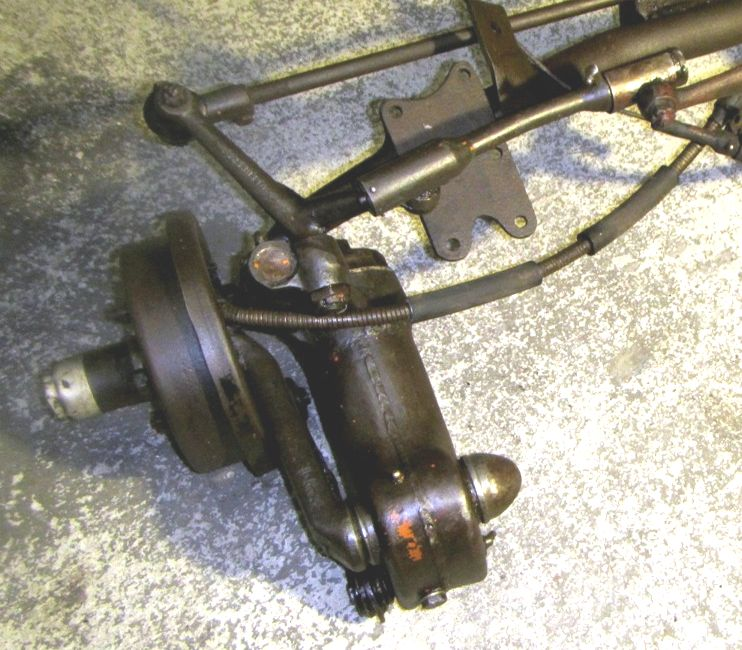
右前の懸架装置

快適な乗り心地についての1つの優位点はばね下重量の減少である。これはキングピンとステアリングギアがサスペンションの車内側にあり、ばね上重量として勘定されるためである。この特徴によって本サスペンションを持つ多くも車が「同期」挙動を示すようになった。つまり、当時一般的だった前輪懸架の固有振動数が後部懸架装置と中実駆動車軸の固有振動数と一致していた。駆動車軸の質量は大きかったが、より柔らかいばねの軽量な前輪懸架装置を使うことで、それらの振動数は同等になった。これは1930年代のオペルの特許と宣伝の特徴であった。

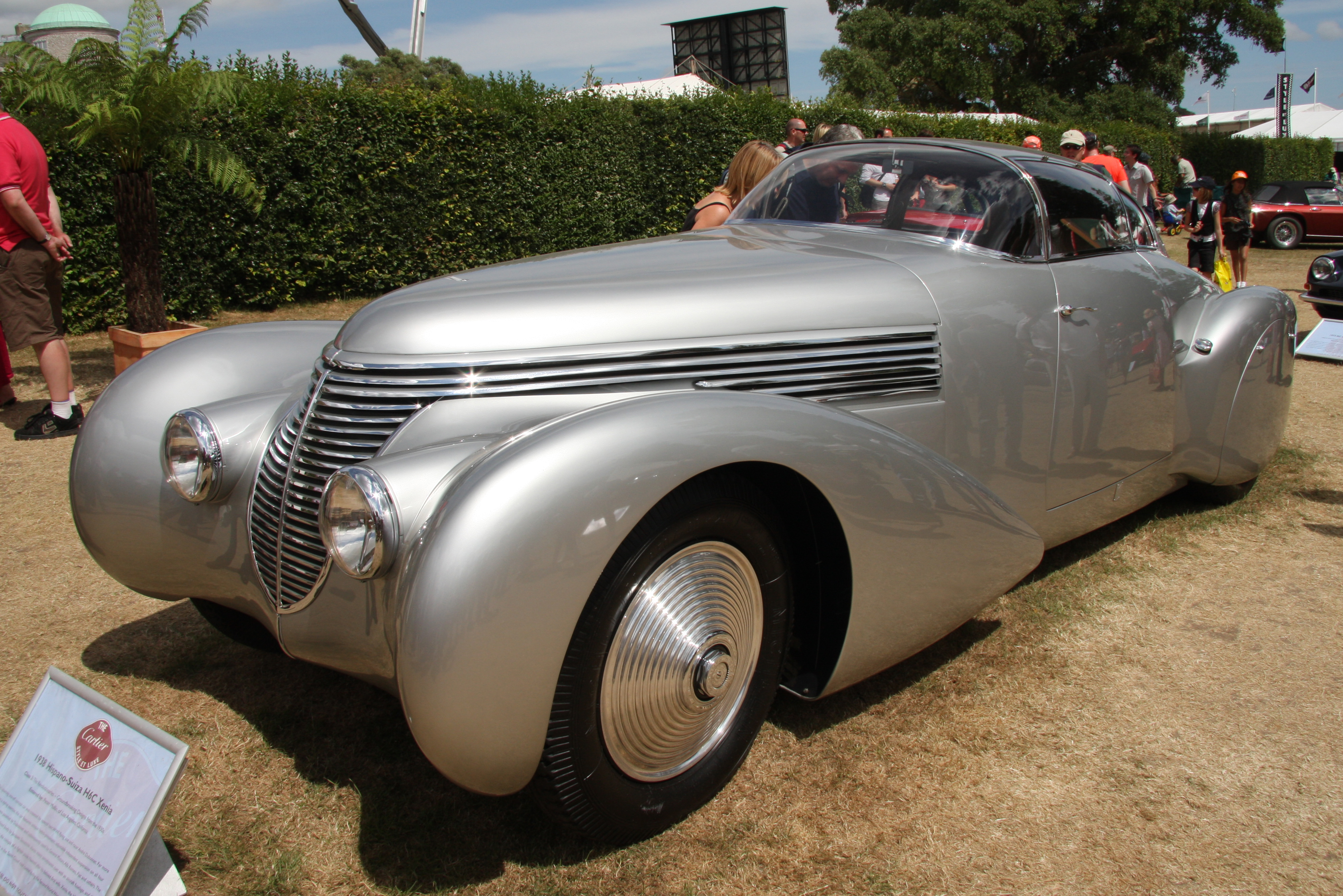
イスパノ・スイザ・H6Bデュボネ・ゼニア

本システムはフランスの技術者・設計者のアンドレ・デュボネによって考案され、1933年のイスパノ・スイザを基にした特別車に組み込まれた。デュボネはこれをゼネラルモーターズへ売却し、ゼネラルモーターズは「ニーアクション・ライド（Knee-action ride）」として自社の車に採用したが、フィアット、アルファロメオ、シムカなど多くの他メーカーも本システムを使用した。おそらく最後に使用されたのはであり1953年式イソ・イセッタ、このモデルは1955年式BMW・イセッタ、1957年式BMW・600、1959年式BMW・700へと繰り越された。
本サスペンションはゼネラルモーターズ系列の車で最も多く使われることになった。第二次大戦前の1935年から1938年にはボクスホール・12とボクスホール・14で使われたことで、ヨーロッパへ戻ってきた。戦後1949年のボクスホール・ヴェロックスでは類似したリーディングアーム式サスペンションが再導入された。このサスペンションは「デュボネ式」サスペンションと広く呼ばれている。しかしながら、このサスペンションは巻きばねではなくトーションバーを使っているため、ボクスホール自身はこれが「真の」デュボネ式であることを否定していた。